# 上海财经大学浙江学院
上海财经大学浙江学院，是金华市浙中教育集团与上海财经大学合作举办的公立民办体制独立学院，本部位于金华市金东区。
2021年5月24日，上财浙院拟转设为公办本科院校金华学院，进入公示程序。